# قانون الأطفال والعلاقات الأسرية 2015
قام قانون الأطفال والعلاقات الأسرية 2015 (القانون رقم 9 لسنة 2015، مشروع القانون رقم 14 لسنة 2015) بتعديل قانون الأسرة في أيرلندا وذلك بتمديد حقوق ومسؤوليات الأبوة والأمومة للأسر غير التقليدية. قام القانون بتبسيط حقوق التبني لزوج أو الشريك المدني للوالد البيولوجي، أو للشريك المنزلي على المدى الطويل. كما يتناول القانون التكاثر بمساعدة المانحين (التبرع بالحيوانات المنوية والتبرع بالبويضة).

## الخلفية
تشمل التقارير الرسمية المتعلقة بمشروع القانون تقرير لجنة المساعدة على الإنجاب البشري لعام 2005، وتقرير لجنة إصلاح القانون لعام 2010، والذي تضمن مشروع «مشروع قانون مسؤولية الأطفال والوالدين». قنن قانون الشراكة المدنية وبعض الحقوق والواجبات للشركاء المتساكنين 2010 على الشراكات المدنية المثلية، والحقوق المشتركة في إطار العلاقات غير الزوجية، دون معالجة مسألة الأطفال داخل تلك العلاقات. أدخلت الحكومة المنتخبة في عام 2011 التعديل الحادي والثلاثين للدستور الأيرلندي، المتعلق بحقوق الطفل، التي تمت الموافقة عليها في استفتاء في عام 2012 ولكن لم يتم توقيعه ودخوله حيز التنفيذ حتى 28 أبريل 2015 بسبب وجود تحد قانوني لإجراء الاستفتاء.

## التقدم التشريعي
تم نشر المخطط العام لمشروع قانون الأطفال والعلاقات الأسرية للتشاور في يناير 2014 من قبل آلان شاتر، وزير العدل والمساواة في ذلك الوقت، وناقشته لجنة البرلمان الأيرلندي المشتركة حول العدالة والدفاع والمساواة في أبريل 2014. تم تقديم مشروع القانون في مجلس النواب في 17 فبراير 2015 من قبل خليفة شاتر كوزير، الوزيرة فرانسيس فيتزجيرالد. كانت الحكومة تخطط لسن مشروع القانون قبل الاستفتاء على زواج المثليين في مايو 2015، بحيث لن يتم استخدام قضية تبني الأزواج المثليين للأطفال من قبل معارضي زواج المثليين في حملة الاستفتاء. ميزت فيتزجيرالد مشروع قانون الأسرة عن مشروع قانون التعديل في حلقة دراسية نظمها تحالف حقوق الطفل. تمت الموافقة على مشروع القانون من قبل مجلس النواب في 12 مارس.
وتمت الموافقة عليه من قبل مجلس الشيوخ في 30 مارس، في تصويت 20 صوتا لصالح مقابل صوتين اثنين ضد (20-2)، وتم توقيعه ليصبح قانونًا من قِبل الرئيس مايكل دي هيغنيز في 6 أبريل 2015. لم تدخل جميع أحكام القانون حيز التنفيذ. أُلغيت أجزاء من القانون الذي يسمح بالتبني المشترك، والذي لم يدخل حيز التنفيذ مطلقًا لعدم توقيع أمر بدء، في عام 2017 بعد إقرار «قانون التبني (التعديل) 2017»، الذي قنن تبني الأزواج المثليين المشترك للأطفال.
استقال السناتور جيم والش من حزب فيانا فايل البرلماني بسبب دعم الحزب لمشروع القانون.

## بدء القانون
- 1 تموز/يوليو 2015 : بدأ العمل بقانون العلاقات بين الأطفال والأسرة لعام 2015 (الجزء 10) (بدء)؛ تحديد بدء الجزء 10 من القانون في مجمله.[14]
- 18 كانون الثاني/يناير 2016 : بدأ الأمر رقم 2016 المتعلق بقانون الأطفال والعلاقات الأسرية 2015 (بدء بعض الأحكام)؛ تحديد أحكام الأجزاء 1 و 4 و 5 و 6 و 7 و 8 و 12 و 13 من القانون.[15][16]

## الرأي العام
أشار استطلاع للرأي نُشر في مارس 2015 إلى دعم شعبي قوي لبعض الأحكام الأساسية لمشروع القانون، وهي حقوق التبني للأزواج المثليين والشركاء المتساكنين. تم قياس الدعم في كلتا الحالتين بأكثر من 70%، مع دعم ب71% لتبني المثليين للأطفال.